# پاین نات (کنتاکی)
پاین نات (به انگلیسی: Pine Knot) یک منطقهٔ مسکونی در ایالات متحده آمریکا است که در شهرستان مک‌کرری، کنتاکی واقع شده‌است. پاین نات ۱۶٫۵ کیلومتر مربع مساحت و ۱٬۶۸۰ نفر جمعیت دارد و ۴۳۳ متر بالاتر از سطح دریا واقع شده‌است.